# Gelen Ortín Riquelme
Gelen Ortín Riquelme (Cieza, Región de Murcia, 1979) es una pintora, diseñadora y modista española. Es licenciada en Bellas Artes por la Universidad de Granada. Trabaja como decoradora y diseñadora de moda en su propio taller, ubicado en La Ñora.

## Trayectoria
Su faceta artística se centra principalmente en la pintura, y especialmente en el retrato, ya que según sus propias palabras:

A través del retrato, y con mayor intensidad quizás en el autorretrato, consigo que aparezca ante mí, con cada pincelada, el reflejo en el espejo que me descifra y me ayuda a reconocerme como parte de este mundo.

Desde 2002 ha participado en diversas exposiciones individuales y colectivas entre las que destacan su participación ese mismo año en el stand de la Universidad de Granada en ARCO y la exposición de los Premios Alonso Cano en el Crucero del Hospital Real de Granada. En 2003 participó en la exposición Enredarte: cuerpo a cuerpo en la Sala de la Madraza de Granada. En 2004 estuvo en la Exposición Premio de Pintura del Aula de Pintura de la Universidad de Murcia en el Palacio del Almudí de Murcia, en la que recibió la mención de honor y en 2005 en la Muestra de artes plásticas y literarias Granada: Ojos del Sur (Universidad de Granada). y una exposición en el Parlamento Europeo en Bruselas.
En el campo de la moda ha obtenido algunos reconocimientos junto a su compañera, Cristina Sánchez Herrera. En 2006 ganaron el certamen regional de Águilas (Murcia) y participaron en la exposición 20 años/20 diseños/20 muñecas, y en  2007 obtuvieron el segundo premio en el Certamen Creajoven con su pieza Insecticida, inspirada en el cuerpo de los insectos. A partir del 2013, fundaron la firma de moda infantil Popelín, donde volcaron su creatividad inspiradas por el amor a sus hijas y la moda.